# Still Breathing
«Still Breathing» —en español: «Aún respirando»— es una canción de la banda de punk rock norteamericana Green Day. Fue lanzada el día 12 de noviembre de 2016, siendo el segundo sencillo del álbum, Revolution Radio. Es considerada una canción emocional que explora el tema del individualismo buscando algún tipo de fuerza interna. El video musical fue lanzado el día 7 de noviembre de 2016.
Still Breathing recibió críticas positivas por su tema sentimental y una composición espiritual. Llegó al número 1 en la lista Alternative Songs de Billboard, Mainstream Rock y Rock Airplay, así como en Canadá y otras listas internacionales.

## Composición
En 2014, tras la gira 99 Revolutions World Tour, Billie Joe Armstrong comenzó a escribir canciones y grabar material junto a la banda en su nuevo estudio, Otis en Oakland, California. La primera canción que Armstrong escribió fue Bang Bang, siendo este el primer sencillo de Revolution Radio. Según los críticos, esta canción rememora a los primeros trabajos de Green Day.
Posteriormente, Still Breathing fue lanzada como el segundo sencillo del álbum, siendo también comparada con los primeros trabajos de la banda. La nueva canción fue descrita como oscura e inquietante. con el tema de mantenerse fuerte frente a la adversidad y superarla. La canción explora la vida individual y la adicción a las drogas y al juego, ausencia del padre, madres solteras y soldados que regresan de la guerra, junto con otras historias que intervienen en la canción.
Considerada más emocional que el sencillo previo, Still Breathing es señalada como una canción seria. Armstrong intentó ser feliz de nuevo y mostrar un cambio. Él describe a la canción como "muy fuerte" y la promueve explicando, "A veces intentó no ser demasiado fuerte. Pero a veces solo sale de esa manera". En el coro se menciona. I'm still breathing on my own (Todavía estoy respirando por mi cuenta), él agrega, "en algún momento todos vamos a necesitar un soporte que nos mantenga vivos. Conforme pasa el tiempo, tus pensamientos se oscurecen."

## Lanzamiento

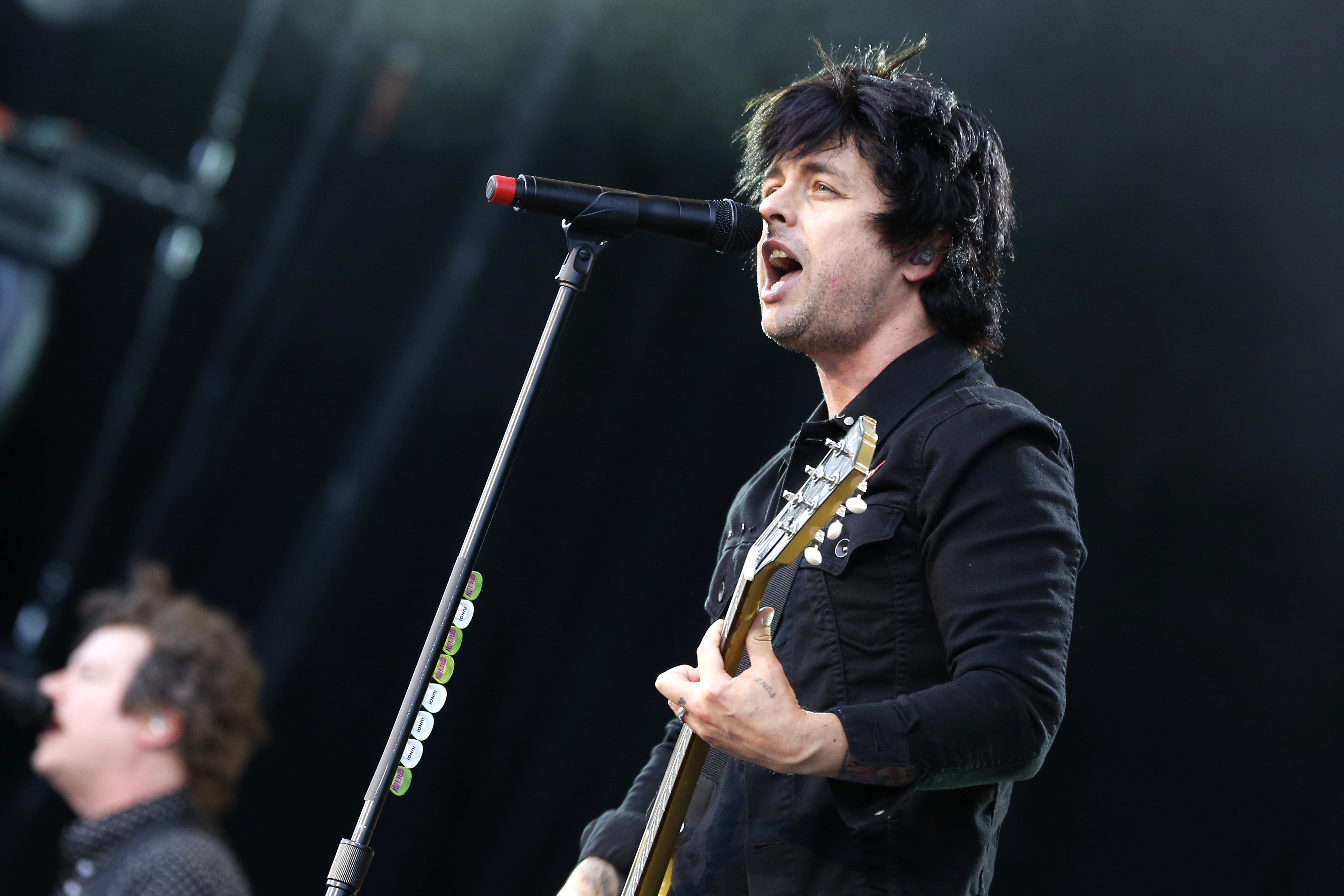
Armstrong es uno de los personajes que aparecen en el video.

Posterior al lanzamiento de "Bang Bang" el 11 de agosto de 2016, un "lyric video" fue lanzado para "Still Brething" siendo subido a YouTube el día 22 de septiembre de 2016 Fue lanzado como el segundo sencillo de "Revolution Radio" el 12 de noviembre de 2016 y un CD promocional fue lanzado exclusivamente para el Reino Unido el 10 de febrero de 2017.

## Lista de canciones
| Descarga digital, CD Promocional |                   |          |  |
| N.º                              | Título            | Duración |  |
| 1.                               | «Still Breathing» | 3:44     |  |

## Posicionamiento
| Listas (2016–17)                            | Posición |
| ------------------------------------------- | -------- |
| Bélgica (Flandes) (Ultratip Bubbling Under) | 11       |
| República Checa (Rádio Top 100)             | 21       |
| Eslovaquia (Rádio Top 100)                  | 82       |
| Escocia (Scottish Singles Sales Chart)      | 65       |
| UK Rock (Official Charts Company)           | 2        |
| Estados Unidos (Adult Top 40)               | 40       |
| Estados Unidos (Alternative Airplay)        | 1        |
| Estados Unidos (Mainstream Rock)            | 1        |